# Old Forward
Old Forward is een amateurvoetbalvereniging uit Wilhelminaoord, Drenthe, Nederland.

## Algemeen
- Op 25 mei 1898 werd de club in Frederiksoord opgericht onder de naam "Forward". Deze naam werd tot in 1911 gebezigd, en werd daarna gewijzigd in "Old Forward". Old Forward is, op Achilles 1894 uit Assen na, de oudste nog bestaande voetbalclub in Drenthe. Omdat de Assenaren in 2019 stopten met prestatief zondagvoetbal is Old Forward sinds juli 2019 wel de oudste nog bestaande zondagclub van Drenthe.
- In 1901 speelden Christiaan de Wet (Meppel), Forward (Frederiksoord) en Z.V.V. (Zwolle) een onderlinge competitie. Sinds 1904 speelt de club traditioneel seriewedstrijden op Hemelvaartsdagen.
- Van 1904 tot 1983 speelde de club haar thuiswedstrijden in Frederiksoord in het Sterrebos, in dat jaar verhuisde de club naar Wilhelminaoord en speelt men op "Sportpark De Kievitsvelden".
- Bennie Verhagen, die als bijnamen 'Mister Old Forward' en 'De Ridder' heeft, was van 1948 tot 2008 ruim 60 jaar achtereen bestuurslid van de club.
- De jeugdelftallen spelen onder de vlag van SJO OFW (Old Forward/Wapserveen), een samenwerkingsverband tussen Old Forward en VV Wapserveen. OFW speelt op de sportparken van beide clubs. Sinds het seizoen 2014/15 had het vrouwenvoetbal binnen de club een samenwerkingsverband met VV BEW uit Vledder. Sinds het seizoen 2024/25 heeft Old Forward bij het vrouwenvoetbal een samenwerkend team met Oosterstreek/Zandhuizen.

## Standaardelftal
Het standaardelftal speelt in het seizoen 20250/26 in de Vierde klasse zondag van het KNVB-district Noord.

### Competitieresultaten 1950–2018
| 4 4B |

|  |

|  |

|  |

| 10 2B |

| 10 2B |

| 5 2B |

| 4 2A |

| 1 2A |

| 1 |

| 5 4D |

| 6 4D |

| 8 4D |

| 8 4D |

| 6 4D |

| 8 4D |

| 10 4D |

| 6 4D |

| 11 4G |

| 8 5A |

| 10 5B |

| 2 5B |

| 7 4C |

| 10 4C |

| 2 4C |

| 2 4C |

| 2 4C |

| 11 3D |

| 11 4C |

| 3 5B |

| 3 5B |

| 7 5B |

| 4 5C |

| 5 5C |

| 1 5C |

| 13 4B |

| 1 5B |

| 7 4A |

| 11 4E |

| 14 4E |

| - 5A |

2005: de beslissingswedstrijd om het klassekampioenschap in 4C werd op 11 mei bij VV Sport Vereent met 4-3 gewonnen van SV THOR.
| Derde klasse | Vierde klasse | Vijfde klasse | Eerste klasse DVB | Tweede klasse DVB |

In elke staaf van de grafiek staat van boven naar beneden vermeld: 
- Eindnotering

Dit is de positie die de club heeft bereikt in de competitie, zonder eventuele beslissings-, play-off- of nacompetitiewedstrijden die nodig zijn geweest om bijvoorbeeld de kampioen van de competitie te bepalen.
Indien een * achter het getal staat is de notering een tussenstand en kan het zijn dat de notering niet overeenkomt met de uiteindelijke eindstand van de competitie.
Staat er een - dan is het seizoen nog bezig en is er geen definitieve uitslag bekend.
Staat er xx op de positie van de notering, dan heeft de club vroegtijdig de competitie verlaten. Dit kan onder andere komen door terugtrekking van het team, faillissement van de club of door een uitgedeelde straf van de KNVB. In veel gevallen staat elders in het artikel de reden vermeld.
Staat er een ? dan is het resultaat uit het verleden onbekend, en is alleen de competitie of het niveau bekend van dat seizoen.
In de seizoenen 2019/20 en 2020/21 werd wegens de coronacrisis het amateurvoetbal afgebroken. Daardoor kennen deze staven geen eindklassering (middels -- weergegeven).
- Competitieniveau en afdelingsletter of Officiële eindstand Eredivisie
  - Competitieniveau en afdelingsletter

Hierbij geeft het getal het niveau weer, dat ook terug te vinden is in de legenda. De letter is de afdelingsaanduiding en wordt gebruikt wanneer er meer afdelingen zijn op hetzelfde niveau. De afdelingsletter is altijd een hoofdletter en wordt meestal zonder nummer gebruikt.
Voorbeeld: 2F is niveau 2e klasse competitie F.
Het competitieniveau en nummer wordt niet vermeld wanneer er slechts één competitie van dit niveau was.
  - Officiële eindstand Eredivisie (getal staat tussen haakjes vermeld)

Sinds de introductie van play-offwedstrijden voor Europees voetbal na afloop van de reguliere competitie in 2005/06, is de KNVB verplicht een eindstand van de Eredivisie door te geven aan de UEFA aan de hand van deze play-offwedstrijden.
Bij deze eindstand staan clubs die zich hebben gekwalificeerd voor Europees voetbal hoger dan clubs die zich niet wisten te kwalificeren. Indien er geen verschil was tussen de eindnotering en de officiële eindstand, staat dit getal niet vermeld.

- Onderafdeling

Hier staat afgekort de naam van de onderafdeling indien de club in dat jaar in een onderafdeling uitkwam. Tevens staat deze afkorting in de legenda en wordt gelinkt naar het artikel over deze onderafdeling. Deze afkorting wordt alleen vermeld wanneer de club in het verleden in verschillende onderafdelingen heeft gespeeld. Deze vermelding is in de staaf altijd in kleine letters. Deze onderafdelingen zijn na het seizoen 1995/96 afgeschaft. Heeft de club in slechts één onderafdeling gespeeld, dan is dit alleen terug te vinden in de legenda.
Onder de staaf staat het jaartal vermeld waarin het seizoen is afgesloten. 15 verwijst naar het seizoen 2014/15 of eventueel het seizoen 1914/15.
Wanneer een staaf leeg is, zijn deze gegevens niet bekend. Het kan ook zijn dat de club dat seizoen niet heeft meegespeeld op het hogere amateurniveau, vroegtijdig de competitie heeft verlaten of uit de competitie is gezet.

In het seizoen 1944/45 was er wegens de Tweede Wereldoorlog geen regulier competitievoetbal.

## Bekende (oud-)spelers
De bekendste voetballer die het Old Forward-shirt ooit gedragen heeft is Beb Bakhuijs, al is hij nooit officieel lid geweest van de club. De reden dat hij weleens meedeed bij Old Forward is dat hij in 1925 naar de Tuinbouwschool in Frederiksoord ging en in de kost ging bij de familie Vogel. Bakhuys bleef echter lid van het uit Zwolle afkomstige Z.A.C. maar speelde regelmatig een vriendschappelijk wedstrijdje mee bij Old Forward. Ronny Venema begon zijn voetballoopbaan in de jeugd van Old Forward.

## Trainers
- eind jaren 50: de heer Bilstra
- 1972-1974: Hennie Boers
- 1974-1975: Bhagwandass
- 1977-1978: Bernard Zwiers
- 1981-1982: Henk Smit
- 1984-1986: Geert van der Walle
- 1986-1987: Farid Mojtahedi (kampioen DVB 2e klasse; promotie)
- 1987-1988: Farid Mojtahedi (kampioen DVB 1e klasse; promotie)
- 1988-1989: Farid Mojtahedi
- 1989-1991: Aart Seuters
- 1991-1993: Rudy Saptenno
- 1993-1995: Hendrik-Jan Kip
- 1995-1996: Arie Flobbe
- 1996-1997: Arie Flobbe (degradatie uit 4e klasse)
- 1997-1998: Arie Flobbe
- 1998-1999: Jan Hoogeveen
- 1999-2000: Jan Hoogeveen (promotie naar 4e klasse)
- 2000-2002: Berry Zandink
- 2002-2003: Marcel Kars
- 2003-2004: Marcel Kars
- 2004-2005: Marcel Kars (kampioen 4e klasse KNVB; promotie)
- 2005-2006: Erik Stekelenburg (vervangen door Peter Gjaltema) (degradatie uit 3e klasse)
- 2006-2007: Arie Stougie (vervangen door René Flobbe) (degradatie uit 4e klasse)
- 2007-2010: René Flobbe
- 2010-2012: Minne de Boer
- 2012-2013: Patrick Hankel (kampioen 5e klasse in 2013; promotie naar 4e klasse)
- 2013-2014: Patrick Hankel (degradatie uit 4e klasse)
- 2014-sep. 2014: Patrick Hankel (tot 1 oktober 2014), functie sinds 1 oktober tijdelijk waargenomen door elftalleider Jaap Room.
- okt 2014-2015: Per 3 oktober 2014 is Alfred Oostindie benoemd tot interim-trainer, per 22 november 2014 is Fred Sieders aangesteld als gediplomeerd hoofdtrainer voor de rest van het seizoen, Sieders en Oostindie zullen samen het seizoen afmaken. (kampioen 5e klasse KNVB in 2015; promotie naar 4e klasse)
- 2015-2016: Alfred Oostindie en Fred Sieders
- 2016-2017: Alfred Oostindie
- 2017-2018: Jaap Room (degradatie uit 4e klasse)
- 2018-2019: Jaap Room
- 2019-0000: Alfred Oostindie (promotie naar 4e klasse in 2025)

VV BEW · VV Diever-Wapse · DVSV · VV Dwingeloo · VV FDS · VV Havelte · Old Forward · VV Uffelte · VV Wapserveen